# Mitil
Mitil (grško: Μύτιλος [Mitilos], kralj ilirskega Dardanskega kraljestva, ki je vladal približno od leta 270 pr. n. št. do leta 231 pr. n. št.. Datuma rojstva in smrti nista znana.
Mitil je bil verjetno sin kralja Monunija in drugi ilirski vladar, ki je po Monuniju leta 270 pr. n. št. koval denar s svojim imenom. Na kovancih Drača so bili simboli mesta in kraljevo ime, ki je pomenilo njegovo suverenost nad mestom. Podobne kovance je imel tudi njegov predhodnik Monunij. Kovanci Apolonije iz tistega časa so imeli samo njegov monogram in simbole, podobne tistim, ki jih je imela Epirska nasprotnica  Etolska zveza. Kopije ilirskih kovancev hranijo v Arheološkem muzeju v Zagrebu. Na bronastih kovancih je bila na prednji strani Herkulova glava, na zadnji strani pa njegovi atributi - lok, tul za puščica in kij in napis BAΣIΛEΩΣ MITYΛOY (BASILEOS MITILOI, kralj Mitil).
Mitil je poznan tudi iz kratkega zgodovinskega zapisa, da je okoli leta 270 pr. n. št. izbruhnila vojna z epirskim kraljem Aleksandrom II.. Aleksander je okoli leta 270 pr. n. št. napadel Dardanijo, vendar je Mitil verjetno obdržal svojo oblast v Draču. 
Poznan je tudi dogodek, da so Epirci, preoblečeni v Ilire, ropali svoja naselja. Iliri, ki niso posumili v njihovo zvijačo, so menili, da so ilirska predhodnica. Začeli so jih posnemati in na koncu postali njihove žrtve.
Nadzor nad Dračem in Apolonijo je pomenil, da so Iliri v Mitilovem času ponovno vzpostavili oblast nad ozemljem, ki so ga imeli med Glavkijevo vladavino. Mitil je prodrl celo globoko na epirsko ozemlje. V tem obdobju so Epirci in Etolci prvič v zgodovini pozvali Rimljane, naj ukrepajo proti Ilirom,
Mitila je leta 231 pr. n. št. verjetno nasledil Longar. 